# Rivas Peaks
I Rivas Peaks (in lingua inglese: Picchi Rivas) sono una sequenza di picchi rocciosi antartici, che sporgono nella parte meridionale del Torbert Escarpment, nel Neptune Range, che fa parte dei Monti Pensacola in Antartide.
I picchi rocciosi sono stati mappati dallo United States Geological Survey (USGS) sulla base di rilevazioni e foto aeree scattate dalla U.S. Navy nel periodo 1956-66.
La denominazione è stata assegnata dall'Advisory Committee on Antarctic Names (US-ACAN) in onore di Merced G. Rivas, operatore radio presso la Stazione Ellsworth durante l'inverno 1958.